# Colditz
Colditz je město v německé spolkové zemi Sasko. Nachází se v zemském okrese Lipsko a má přibližně 8 400 obyvatel. Je zde známý hrad Colditz, místo zajateckého tábora Oflag IV-C pro důstojníky ve druhé světové válce.

## Poloha
Colditz se nachází jihovýchodně od Lipska. Centrum města leží na břehu řeky Cvikovská Mulda, jižně od jejího soutoku s Freiberskou Muldou.

## Části města
Město Colditz se skládá z vlastního města Colditz a dalších místních částí: Bockwitz, Collmen, Commichau, Erlbach, Erlln, Hausdorf, Hohnbach, Kaltenborn, Koltzschen, Lastau, Leisenau, Maaschwitz, Meuselwitz, Möseln, Podelwitz, Raschütz, Schönbach, Sermuth, Skoplau, Tanndorf, Terpitzsch, Zollwitz, Zschadraß, Zschetzsch, Zschirla.

## Historie
První zmínka o hradním okrsku na řece Muldě, zvaném Cholidistcha, pochází z roku 1046, kdy jej císař Jindřich III. Černý věnoval své choti Anežce z Poitou. Jméno je pravděpodobně slovanského původu.
V roce 1083 Jindřichův syn a nástupce Jindřich IV. doporučil svému stoupenci hraběti Wiprechtovi z Grojčskému postavit hrad na útesu nad řekou. Od roku 1158, za vlády císaře Fridricha Barbarossy, se pevnost stala rezidencí šlechtického rodu Colditz. Kolem tržiště pod hradem byly ve 12. století vystavěny kupecké domy a postaven kostel sv. Mikuláše. V roce 1265 udělil panovník Colditz městská privilegia.
V 17. století se zde rozvinula výroba sukna a plátna. V 18. století se hlína z oblasti Colditz začala používat v míšeňské porcelánce. V roce 1804 byla v Colditz založena keramická továrna Thomsberger & Hermann.
Od března 1933 do srpna 1934 existoval na hradě koncentrační tábor Colditz, ve kterém bylo přes 2000 odpůrců národního socialismu krutě týráno členy SA a policejními složkami. Hrad pak v letech 1936 až 1937 sloužil jako tábor Říšské pracovní služby a v letech 1940 až 1945 jako zajatecký tábor pro důstojníky (Oflag IV-C). Z příslušníků československého zahraničního odboje zde byli vězněni např. Josef Bryks nebo Vilém Bufka. V dubnu 1941 z tohoto zajateckého tábora, který byl považován za odolný proti útěku, jako první utekl francouzský důstojník a pozdější odbojář Alain Le Ray. Vězněn zde byl (po čtyřech útěcích z jiných táborů) i legendární zakladatel SAS David Stirling.
Příběh válečných vězňů v Oflag IV-C zdokumentoval Patrick Robert ("Pat") Reid ve svých knihách The Colditz Story a The Latter Days At Colditz a ten první byl použit jako základ pro film z roku 1955 režiséra Guye Hamiltona. Na začátku 70. let BBC odvysílala seriál Colditz, který vytvořili Brian Degas a Gerard Glaister, s Reidem jako technickým poradcem. Od roku 1973 byla desková hra Escape from Colditz uvedena na trh společností Parker Brothers, v roce 1991 následovala počítačová hra.
Ke konci druhé světové války v listopadu 1944 byl na místě kameninové továrny Südwerk zřízen satelitní tábor koncentračního tábora Buchenwald, ve kterém muselo více než 450 židovských vězňů koncentračních táborů vyrábět bazuky pro Hugo Schneider AG. Mnozí zemřeli v důsledku krutých životních podmínek, sadismu stráží SS a nakonec na pochodu smrti v dubnu 1945